# أخوية بناة الكباري
جماعة الإخوان لبناء الكباري: ( (باللاتينية: Fratres Pontifices)‏ : أحبار فراتريس ؛ (بالفرنسية: Frères Pontifes)‏ : Frères Pontifes )
هي جمعية دينية نشطت خلال القرنين الثاني عشر والثالث عشر والغرض منها هو بناء الكباري.